# Бюрглен (Тургау)
Бюрглен (нім. Bürglen TG) — громада  в Швейцарії в кантоні Тургау, округ Вайнфельден.

## Географія
Громада розташована на відстані близько 145 км на північний схід від Берна, 20 км на схід від Фрауенфельда.
Бюрглен має площу 11,7 км², з яких на 17,4% дозволяється будівництво (житлове та будівництво доріг), 61% використовуються в сільськогосподарських цілях, 17,8% зайнято лісами, 3,8% не є продуктивними (річки, льодовики або гори).

## Демографія
2019 року в громаді мешкало 3959 осіб (+20,4% порівняно з 2010 роком), іноземців було 30,1%. Густота населення становила 338 осіб/км².
За віковим діапазоном населення розподілялося таким чином: 19,4% — особи молодші 20 років, 64,4% — особи у віці 20—64 років, 16,2% — особи у віці 65 років та старші. Було 1725 помешкань (у середньому 2,3 особи в помешканні).
Із загальної кількості 1474 працюючих 88 було зайнятих в первинному секторі, 526 — в обробній промисловості, 860 — в галузі послуг.